# Artyleria okrętowa

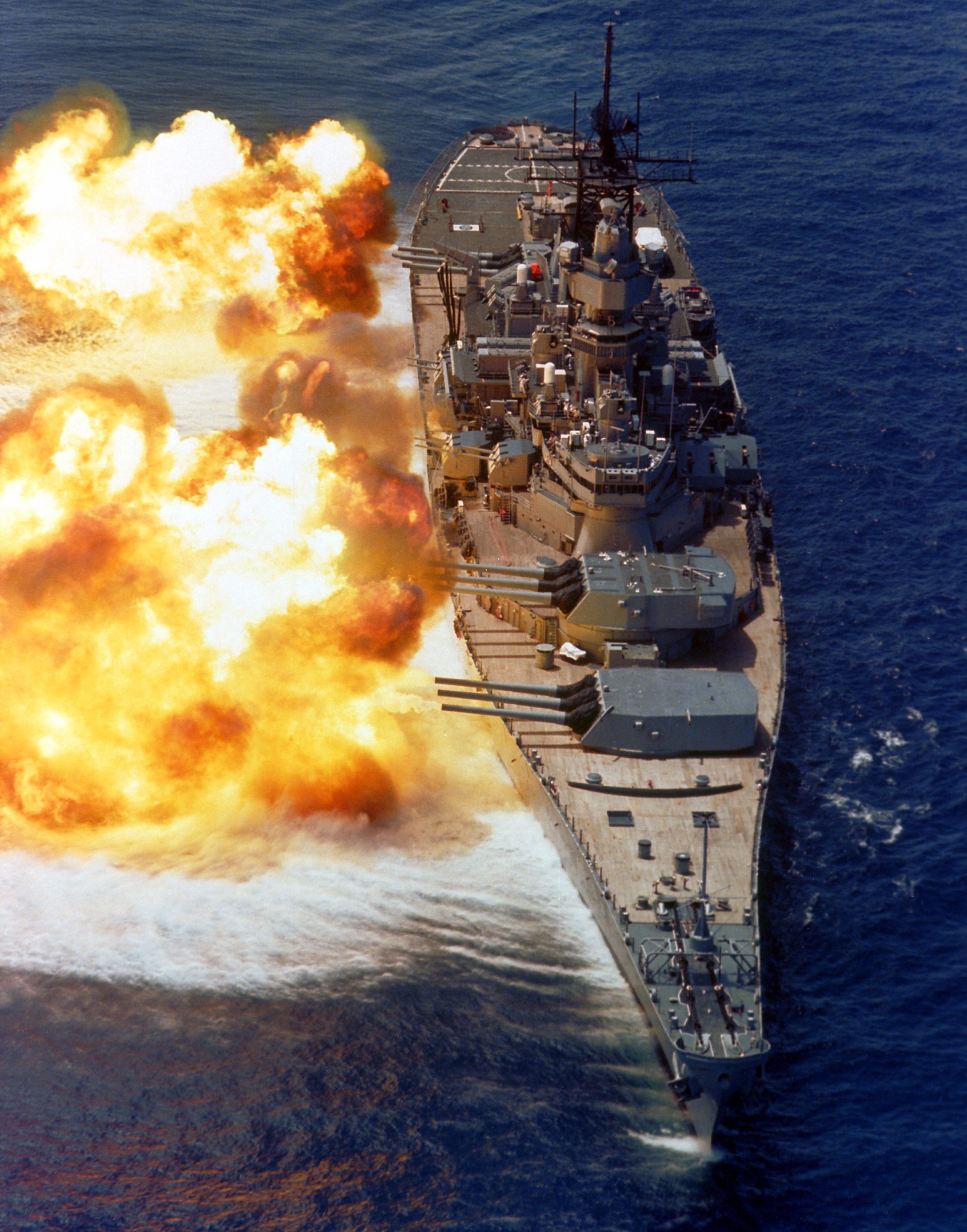
Salwa burtowa pancernika USS Iowa

Artyleria okrętowa – broń artyleryjska stanowiąca uzbrojenie okrętów. W okresie od około XVII wieku do połowy XX wieku była ona podstawowym rodzajem uzbrojenia okrętów, stanowiącym o ich sile bojowej. Obecnie, w obliczu rozwoju broni rakietowej, artyleria okrętowa ma znaczenie drugorzędne, aczkolwiek w zredukowanej ilości nadal pozostaje istotnym i niezastąpionym elementem ich uzbrojenia.

## Historia rozwoju

### Starożytność
Pierwszym rodzajem artylerii na okrętach, stosowanym w starożytności, były machiny miotające. Stanowiły one jednak tylko uzupełniającą broń okrętów, wobec ich małej skuteczności, a podstawowym sposobem walki było taranowanie lub abordaż.

### Średniowiecze
W tym okresie taktyka walki na morzu nie zmieniła się i uzupełniająco stosowano dalej machiny miotające w rodzaju balist i katapult, często na zakotwiczonych jednostkach do obrony wybrzeża lub ataków na umocnienia nadbrzeżne. Pierwszym skutecznym sposobem walki z okrętami na odległość na pełnym morzu stał się stosowany przez flotę Bizancjum od VII wieku ogień grecki – mieszanina zapalająca, wyrzucana na niewielką odległość – do kilkudziesięciu metrów z pewnego rodzaju miotaczy ognia. Gliniane garnki z greckim ogniem wystrzeliwano też z machin miotających.
Co istotniejsze, w średniowieczu na okrętach pojawiła się broń palna, dając początek trwającemu do dziś rozwojowi artylerii. Pierwsze armaty prawdopodobnie zastosowano na okrętach już w pierwszej połowie XIV wieku. Były to wówczas prymitywne bombardy z lufami listwowymi – wykonanymi ze zwiniętych pasków kutego żelaza, połączonych obręczami. Bombardy ładowane były na ogół odtylcowo, przez stosowanie wymiennych komór nabojowych. Były one jednak bronią bardzo niedoskonałą, o małej skuteczności i podstawowym sposobem walki pozostawał abordaż, a broń artyleryjska miała małe znaczenie. Z uwagi na swoją niską wytrzymałość, bombardy strzelały na ogół kulami kamiennymi, których stosunkowo mały ciężar w stosunku do średnicy, w porównaniu z kulami żelaznymi, pozwalał na stosowanie słabszych ładunków prochowych. Konsekwencją tego była mała prędkość wylotowa i zasięg pocisków. Podstawowym parametrem charakteryzującym wielkość dział aż do XIX wieku był ich wagomiar, mierzony w funtach, oznaczający masę wystrzeliwanego przez działo kulistego pocisku (aczkolwiek miara funta w różnych państwach nie była jednolita). Bombardy mogły strzelać pociskami o masie do kilkudziesięciu, a nawet kilkuset funtów. Pozostały one na uzbrojeniu okrętów do początku XVI wieku. W tym okresie produkowano też mniejsze działa, strzelające kulami żeliwnymi o masie do kilku funtów. Stosowano w średniowieczu także kule ołowiane.
Do pierwszego przypadku zatopienia okrętu przez artylerię, lecz rozmieszczoną na lądzie, doszło prawdopodobnie podczas oblężenia Konstantynopola w 1453 roku. Według niektórych autorów, do pierwszego zatopienia okrętu przy pomocy artylerii okrętowej doszło w 1499 roku, podczas bitwy Wenecji z Turcją pod Zonchio. Pierwszą bitwą morską rozstrzygniętą wyłącznie za pomocą artylerii była natomiast bitwa u wybrzeża Malabaru w 1502 roku, kiedy niewielka eskadra portugalska rozgromiła flotę egipsko-kalikacką.

### XVI-XVII wiek

#### Rodzaje dział
Od połowy XV wieku opanowano technologię odlewania jednolitych luf armatnich z brązu i bombardy zaczęły być wypierane przez odlewane działa odprzodowe. Nowa technologia umożliwiła znaczne zwiększenie wytrzymałości luf i pozwoliła na stosowanie większych ładunków miotających, a co za tym idzie, zwiększenie zasięgu i przebijalności pocisków. Przede wszystkim stosowano teraz odlewane kule żeliwne, cięższe od pocisków kamiennych i prostsze od nich w produkcji. Na początku XVII wieku działa osiągnęły dojrzałą formę, utrzymującą się w swoim zasadniczym kształcie, pomimo ulepszeń, aż do połowy XIX wieku.
Wadą dział z brązu był ich wysoki koszt, powodujący, że często okręty pływały słabo uzbrojone – czasami koszt kompletu dział przekraczał nawet koszt okrętu. W 1543 roku w Anglii opanowano technologię odlewania dział z żelaza (żeliwa). Były one cięższe i gorszej jakości oraz bardziej skomplikowane w produkcji, lecz znacznie tańsze od dział brązowych (aż od 4 do 6 razy). Dopiero pod koniec XVI wieku produkcję ich opanowano również w Szwecji, a później w innych krajach. Masową produkcję dział żelaznych rozwinięto jednak dopiero w drugiej połowie XVII wieku.
W tym czasie wyróżniano wiele typów dział, głównie ze względu na długość lufy i wagomiar. Dwie podstawowe ówcześnie grupy armat to kolubryny (kulweryny) – działa o długich lufach (przeciętnie 32-52 kalibry) i dużej mocy oraz kartauny (kanony) – działa o krótszych lufach (przeciętnie 22-28 kalibrów). Ponieważ kartauny były krótsze, miały mniejszą masę w stosunku do kolubryn tego samego wagomiaru (kalibru), a przy podobnej masie mogły osiągać większy kaliber, niż kolubryny. Pociski z dział długolufowych zapewniały lepszy zasięg i celność, jednakże pociski cięższych kartaun powodowały większy rozmiar zniszczeń na małej odległości. Z powodu różnych miar funta, faktyczny kaliber dział mógł się różnić, np. angielskie działa 24-funtowe z początku XVIII wieku miały kaliber 146,3 mm, a francuskie – 152,5 mm.
W zależności od wagomiaru, wyróżniano działa (podział ten i podane przedziały wagomiarów nie były jednolite we wszystkich krajach i mają charakter orientacyjny):
| w grupie kartaun:                  |                                           | w grupie kolubryn:         | w grupie kolubryn: |
| • pełne kartauny (ponad 50 funtów) | • pełne kolubryny (20-24 funty)           | • miniony (4 funty)        |                    |
| • kartauny (30-48 funtów)          | • kolubryny (16-18 funtów)                | • falkony (2-3 funty)      |                    |
| • półkartauny (18-24 funty)        | • półkolubryny (9-12 funtów)              | • falkonety (1-1,5 funtów) |                    |
| • ćwierćkartauny (8-16 funtów)     | • ćwierćkolubryny (bastardy) (7-8 funtów) | • serpentyny (0,5 funta)   |                    |
| • oktawy (6-7 funtów)              | • sakery (5-6 funtów)                     |                            |                    |

Oprócz dział strzelających kulami żeliwnymi, stosowano w dalszym ciągu do XVII wieku krótkolufowe działa brązowe na kule kamienne – periery (miotacze kamieni). Działa te, strzelając kulami kamiennymi lżejszymi od żeliwnych o tej samej średnicy i wymagającymi mniejszych ładunków miotających, mogły być znacznie lżejsze i stanowić uzbrojenie także mniejszych okrętów. Ich pociski, mimo małej przebijalności i zasięgu, dzięki dużej średnicy i masie wywoływały jednak dość rozległe zniszczenia.

#### Rozmieszczenie dział i taktyka użycia

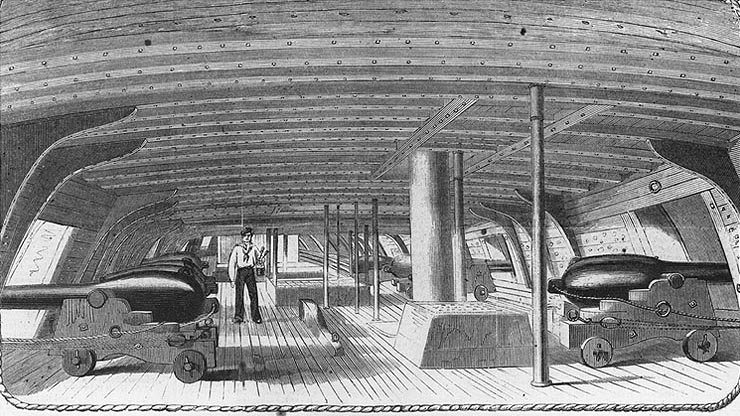
Przekrój poprzeczny przez pokład działowy fregaty pancernej USS „Galena” z 1862 r. (działa Dahlgrena)

Artyleria na okrętach żaglowych począwszy od średniowiecza aż do połowy XIX wieku umieszczana była w bateriach burtowych, strzelających w kierunku burt. Na okrętach wykształciły się w tym celu specjalne pokłady działowe, zajęte przez artylerię. Lufy dział mocowano na drewnianych lawetach wózkowych, z czterema niewielkimi kołami. Działa po wystrzale cofały się na skutek odrzutu do wnętrza kadłuba, hamowane grubymi linami, gdzie były ponownie ładowane i podciągane przez załogę za pomocą talii do burt. Jedynie nieliczne lżejsze działa, montowane w nadbudówkach dziobowych i rufowych, służyły do prowadzenia ognia w kierunku do przodu lub do tyłu podczas pościgu lub ucieczki. Pojedyncze cięższe działa w charakterze dział pościgowych – nawet do 50 funtów, stosowano natomiast na galerach, prowadzących walkę w szyku czołowym. Najlżejsze działa (falkonety i serpentyny) stosowano jako działka relingowe – mocowane obrotowo na nadburciach, przy tym część z nich była działami odtylcowymi. Stosowano je do XVIII wieku, do rażenia załogi okrętu podczas abordażu. Działa tego okresu nie miały żadnych przyrządów celowniczych, celowano orientacyjnie po osi lufy.

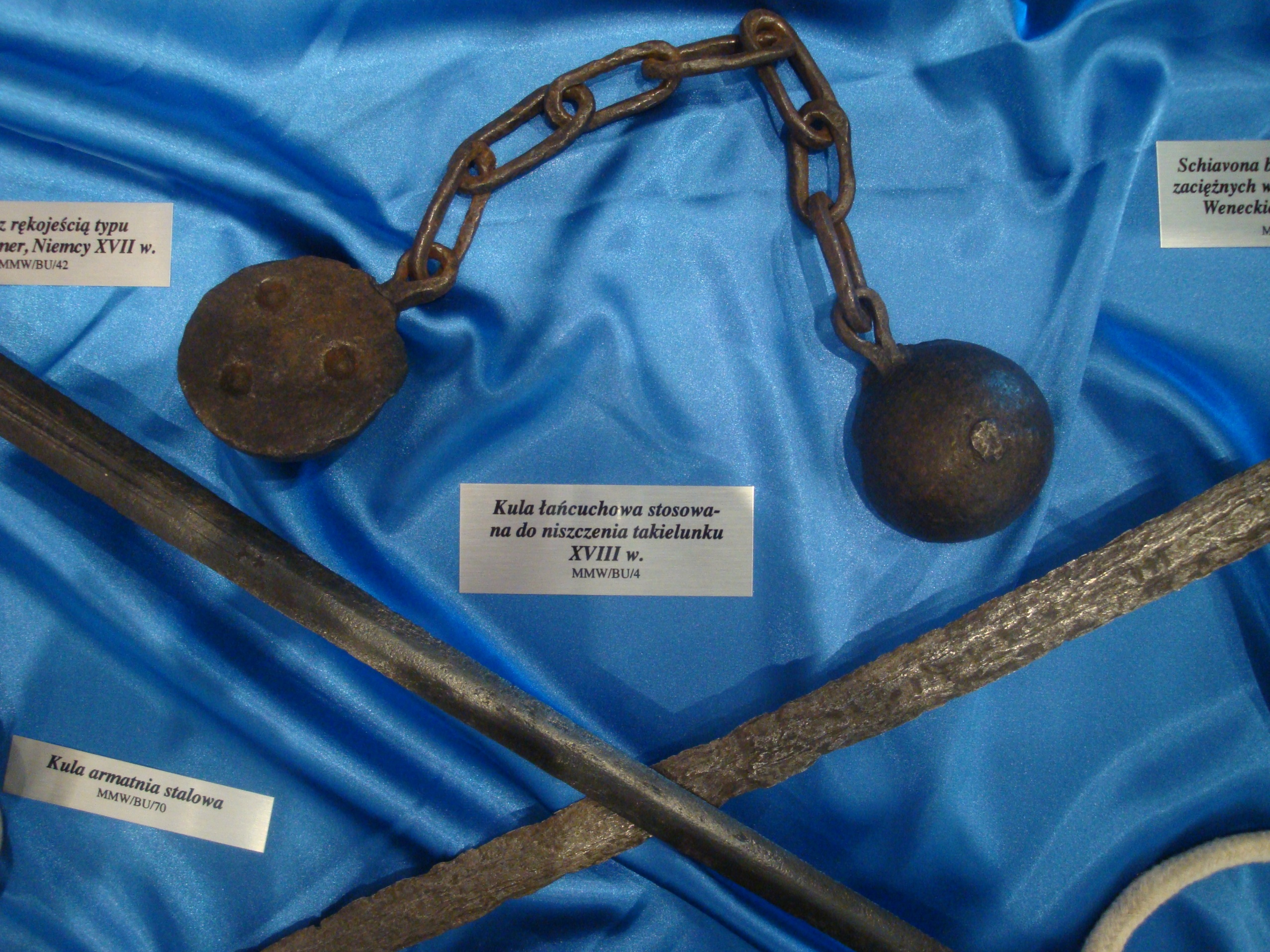
XVIII-wieczna kula łańcuchowa do niszczenia takielunku przeciwnika

Artyleria w tym okresie na ogół nie miała jeszcze rozstrzygającego znaczenia w walce na morzu i służyła do obezwładnienia okrętu, szczególnie uszkodzenia jego takielunku, oraz do wybicia załogi przed rozstrzygającym abordażem. Żeliwne kule większych wagomiarów (od ok. 10 funtów wzwyż) mogły przebijać już poszycia kadłubów dużych okrętów z małych odległości, trudno było mimo to za ich pomocą zatopić okręt. W epoce okrętów żaglowych zatopienie okrętu samym ostrzałem bez wzniecenia na nim pożaru lub doprowadzenia do wybuchu prochu zdarzało się wyjątkowo rzadko. Oprócz litych kul, stosowano na mniejszą skalę różnego rodzaju kule o szerszym polu rażenia, służące do niszczenia takielunku: łańcuchowe, drążkowe (składające się z połówek połączonych łańcuchem lub rozsuwających się na drążku) lub z wystającymi ostrzami. Ich skuteczność była jednak kwestionowana, a powodowały większe zużycie lufy (marginalnie były wykorzystywane w marynarce brytyjskiej, szerzej we francuskiej i amerykańskiej). Z uwagi na zagrożenie pożarowe dla własnych drewnianych jednostek, tylko sporadycznie stosowano rozgrzewanie kul do czerwoności w celu wywoływania pożarów (kule ogniste), lub różne inne konstrukcje pocisków zapalających. Stosowanie granatów wybuchowych, używanych już w artylerii lądowej i nadbrzeżnej, nie było rozpowszechnione z uwagi na duże niebezpieczeństwo w eksploatacji – ryzyko wybuchu w długiej lufie armaty, w połączeniu z niewielkim odsetkiem skutecznych trafień (penetrujących do wnętrza okrętu, chronionego przez grube burty, i kończących się wybuchem). Szerzej stosowano natomiast kartacze, do zwalczania załogi na pokładach okrętów z małej odległości (puszkowe, a od XVIII w. gronowe, z większymi kulami).

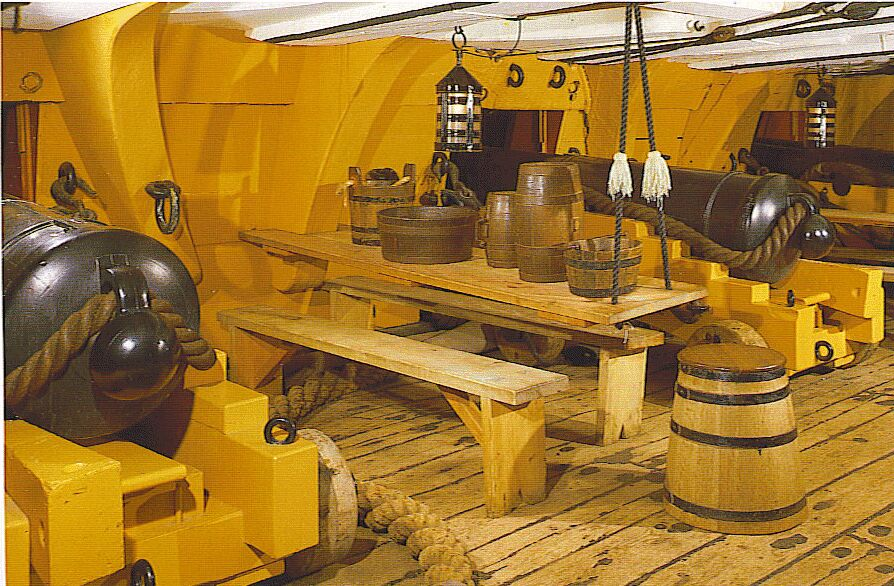
Fragment pokładu działowego na HMS „Victory”.

Taktyką walki był początkowo głównie szyk roju, w którym okręty płynęły w grupie, z najsilniejszymi jednostkami na zewnątrz, a słabszymi pośrodku. W takim szyku, tylko część jednostek mogła użyć artylerii przed starciem eskadr, które szybko zmieniało się w walkę w rozproszeniu pojedynczych okrętów. W miarę doskonalenia artylerii, wzrostu jej mocy oraz wprowadzania coraz większych i silniej uzbrojonych okrętów, rola artylerii wzrastała i w XVI wieku zaczęto wprowadzać szyki, w których więcej okrętów mogło ostrzeliwać wroga przed starciem. Przede wszystkim zaczęły pojawiać się elementy szyku liniowego, w którym okręty płynęły jeden za drugim, mogąc ostrzeliwać wroga. Podstawową pod względem znaczenia klasą okrętu tego okresu stał się galeon. Ciężkie działa 32-funtowe z XVII wieku miały donośność skuteczną rzędu 600 m (maksymalną 1800 m), lecz pojedynki toczono z jeszcze mniejszych odległości w celu zwiększenia skuteczności penetracji burt.

### XVIII wiek i okres napoleoński
Od II połowy XVII wieku, rozwijająca się artyleria zdeterminowała taktykę walki na morzu. Pojawiły się klasy okrętów, jak okręt liniowy i fregata, a typy i wagomiary stosowanych na nich dział uległy ujednoliceniu i standaryzacji. Działa były doskonalone, w dalszym ciągu jednak były one odprzodowe, gładkolufowe, odlewane w całości, strzelające kulami żeliwnymi, umieszczane w bateriach burtowych. Około połowy XVIII wieku rozpoczęto wprowadzanie zamków skałkowych do odpalania dział w miejsce przykładanego lontu; ważną innowacją były też zapłonniki – spreparowane rurki doprowadzające ogień do ładunku, zamiast podsypywania prochem przez otwór zapałowy. Ulepszano metody odlewania luf dział wraz z postępem metalurgii. W okresie wojen napoleońskich standardowym wagomiarem najcięższej artylerii typowych 74-działowych okrętów liniowych były działa 32-funtowe (Wielka Brytania) lub 36-funtowe (Francja), przenoszone na najniższym pokładzie, a na wyższych przenoszono działa 18- lub 24-funtowe i mniejsze. Działa 32-funtowe i 36-funtowe ważyły odpowiednio ok. 2,8 i 3,5 t. Waga pocisków salwy burtowej liniowców sięgała wówczas 900-1200 funtów (ok. 400–550 kg). W zakresie taktyki, wprowadzono powszechnie szyk liniowy, sprzyjający walce artyleryjskiej dwóch linii okrętów i koncentracji ich salw burtowych. Donośność dział dochodziła do ok. 2 km, lecz przeciw grubym drewnianym burtom były skuteczne tylko z niewielkiej odległości. Mimo że artyleria odgrywała już zasadniczą rolę w wojnie na morzu, w dalszym ciągu sporadyczne były wypadki zatopienia za jej pomocą okrętu, o ile nie doszło do pożaru, lecz służyła głównie do jego obezwładnienia, unieruchomienia (przez zniszczenie masztów) i wybicia załogi.

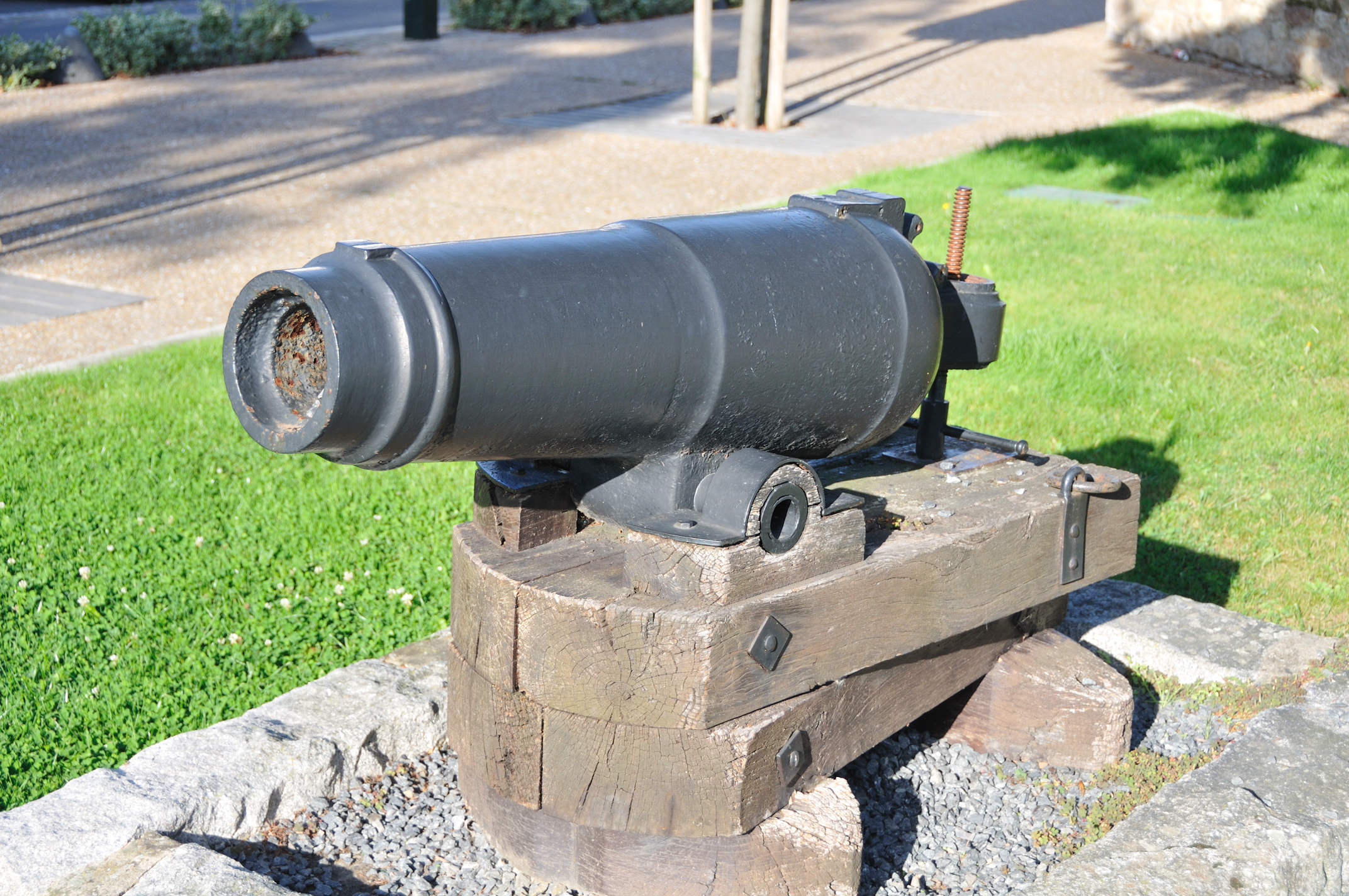
Karonada

Efektem poszukiwań lekkich dział o dużej mocy były karonady, wprowadzone od 1778 roku. Były to krótkolufowe działa o małym zasięgu, lecz dużym kalibrze i wielkiej mocy niszczącej na krótkich dystansach, a przy tym lżejsze od długolufowych dział i mogące stanowić uzbrojenie małych okrętów oraz uzupełniające uzbrojenie dużych okrętów. Karonady dawały małym okrętom szanse pokonania większych przeciwników, a ich masowe użycie w toku wojen napoleońskich wpłynęło na zmiany w taktyce morskiej, w postaci zmniejszenia odległości walki.
Od końca XVII w. używano na morzu ciężkich moździerzy o bardzo krótkiej lufie, strzelających stromotorowo wybuchowymi granatami. Z uwagi na duży odrzut i małą celność, stosowane były jednak praktycznie tylko do ostrzeliwania portów i celów brzegowych, na specjalnych niewielkich wzmocnionych jednostkach (po raz pierwszy w akcji użytych przez Francuzów w 1683 roku). W Wielkiej Brytanii typowo używano moździerzy 13-calowych, we Francji 12-calowych. Nowością wprowadzoną w okresie wojen napoleońskich było zastosowanie w marynarce brytyjskiej od 1805 roku niekierowanych pocisków rakietowych konstrukcji Williama Congreve’a, stosowanych na specjalnych małych jednostkach, wyłącznie do ostrzeliwania celów lądowych lub portów.

### Lata 1815–1860
Pomimo podobieństwa zewnętrznego, działa z pierwszej połowy XIX wieku były już znacznie udoskonalone. Zmniejszenie luzu pomiędzy kulą a lufą dzięki nowym metodom obróbki sprzyjało wzrostowi celności i donośności skutecznej (do ok. 1800 m). Zaczęto w tym okresie stosować proste przyrządy celownicze. W 1842 roku wprowadzono zamek kapiszonowy. W tym czasie szerzej zaczęto używać lawet bez tylnych kół, mniej odskakujących po strzale. Innowacje pozwoliły na nawet prawie sześciokrotny wzrost szybkostrzelności dział porównywalnego wagomiaru. Od lat 1820. stopniowo czołowe marynarki, za francuską i brytyjską wprowadziły ujednolicone wagomiary dział na okrętach liniowych (30-32 funty), różniących się długością lufy i ładunkiem prochowym (lżejsze na wyższych pokładach). Jako materiał miotający stosowany był jednak nadal czarny proch.
Od końca lat 30. XIX wieku zaczęto we flocie francuskiej i brytyjskiej, a następnie w innych wprowadzać nowe działa haubiczne strzelające pociskami wybuchowymi – granatami, wynalezione przez francuskiego generała Henri-Josepha Paixhansa. Nowe procedury bezpieczeństwa umożliwiły wykorzystywanie na morzu granatów, także do strzelania z zanikających już w tym okresie karonad. Działa haubiczne, na skutek mniejszej masy granatów i cienkich ścianek lufy poza komorą prochową, mogły być znacznie lżejsze od dział strzelających zwykłymi kulami, mimo dużego kalibru i stosunkowo długiej lufy. Typowym ich kalibrem stało się we Francji 22 cm, a w Wielkiej Brytanii – 8 cali (203 mm). Strzelały płaskotorowo i mogły przebijać drewniane burty, umożliwiając całkowite zniszczenie drewnianych okrętów. Mogły ponadto strzelać lżejszymi kulami wydrążonymi w środku, lecz w tym charakterze miały mniejszą donośność i celność od klasycznych dział, których nie wyparły całkowicie. Wrażenie wywołało skuteczne zastosowanie granatów przez Rosjan w bitwie pod Synopą w 1853 roku, lecz z drugiej strony ich znaczenie było przeceniane, gdyż artyleria nadbrzeżna strzelająca granatami nie zdołała zatopić żadnego okrętu eskadry sojuszniczej pod Sewastopolem podczas wojny krymskiej w październiku 1854 roku. W granatach stosowano pierwotnie klasyczne płonące zapalniki czasowe, a w XIX wieku rozpoczęto stosowanie zapalników uderzeniowych. Paixhans postulował także ujednolicenie wagomiarów dział używanych przez jeden okręt, przy ewentualnych różnicach długości lufy (i ciężaru), częściowo zrealizowane w latach 30. w wiodących marynarkach brytyjskiej i francuskiej. We Francji przyjęto w tym okresie typowe działa 30-funtowe, a w Wielkiej Brytanii 32-funtowe. Waga pocisków salwy burtowej największych liniowców z lat 50. sięgnęła 2340 funtów (1061 kg – HMS „Duke of Wellington”), a fregat ok. 450–485 kg.

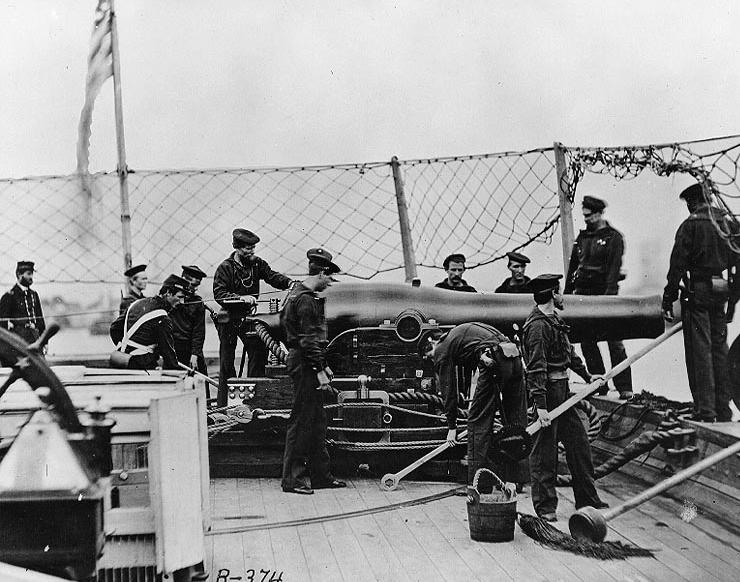
9-calowe (229 mm) działo Dahlgrena na amerykańskiej kanonierce, ok. 1864 r.

W latach 50. XIX wieku w USA wprowadzono ulepszone ciężkie działa haubiczne projektu Johna Dahlgrena, o charakterystycznym butelkowatym kształcie, nadające się do strzelania zarówno granatami, jak i kulami dużego kalibru (8–11 cali – 203–279 mm), przy tym wciąż lżejsze od starszych ciężkich dział strzelających kulami. Na potrzeby walki z okrętami pancernymi, na małych dystansach, podczas wojny secesyjnej powstały 15-calowe (381 mm) działa Dahlgrena, strzelające kulami o masie aż 440 funtów (200 kg). Gładkolufowe działa Dahlgrena pozostały standardowym uzbrojeniem okrętów amerykańskich aż do lat 80. XIX wieku.
Po pojawieniu się napędu parowego, początkowo bocznokołowego, który wykluczał umieszczanie licznych dział w bateriach burtowych, nieliczne klasyczne ciężkie działa strzelające kulami bywały montowane obrotowo na pokładzie górnym, w osi podłużnej okrętu, z polem ostrzału na obie burty. Wagomiar takich dział wynosił 50-68 funtów, masa armaty 68-funtowej – ponad 5 ton. Dzięki dużej energii kinetycznej pocisku, były one skuteczne także przeciw pierwszym okrętom pancernym i kamiennym twierdzom. Klasyczne odprzodowe armaty gładkolufowe pozostały w powszechnym użyciu w różnych państwach jeszcze w latach 60. XIX wieku.
Od połowy lat 40. XIX wieku rozwijano działa o lufach gwintowanych, strzelające cięższymi, wydłużonymi pociskami na większe odległości (w pierwszym okresie rozwoju nie stosowane na okrętach). Ich zalety można było w pełni wykorzystać tylko przy ładowaniu odtylcowym, wymagającym skonstruowania odpowiednio niezawodnych zamków, co powodowało, że działa gwintowane borykały się początkowo z problemami technicznymi i technologicznymi. Łatwiejsze było wykonanie odprzodowych dział gwintowanych, które pojawiły się na okrętach jako pierwsze, lecz okupiono to specjalną konstrukcją pocisków, ich utrudnionym ładowaniem i zmniejszeniem szybkostrzelności oraz celności na skutek mniejszej precyzji prowadzenia pocisku. Ślepą odnogą rozwoju były brytyjskie mało udane odprzodowe działa Lancastera z eliptycznym gwintem, strzelające elipsoidalnymi w przekroju poprzecznym granatami, użyte na małą skalę na okrętach już w 1854 roku podczas wojny krymskiej. W 1855 roku marynarka francuska natomiast wprowadziła na uzbrojenie jako pierwsza odprzodowe armaty gwintowane (kalibru 164,7 mm, z pociskami z występami pasującymi do bruzd w lufie; faktycznie wprowadzone na pokłady okrętów nieco później).

### Lata 1860–1900

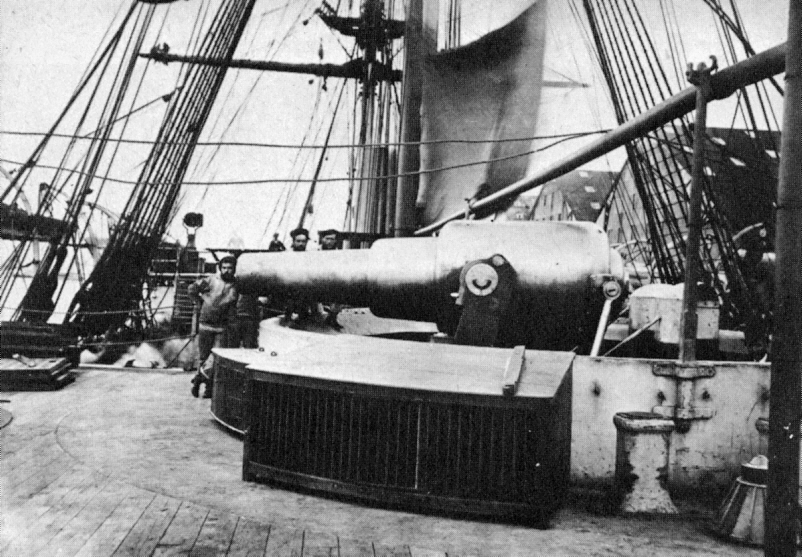
Chowane do barbety odprzodowe działo 11-calowe (280 mm) na brytyjskim pancerniku HMS „Temeraire”, 1877

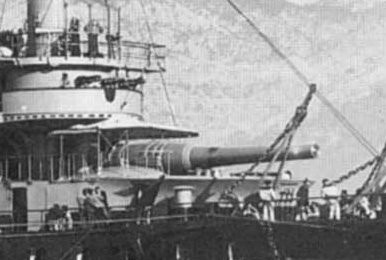
Odtylcowe działo kalibru 340 mm na barbecie francuskiego pancernika „Magenta”, 1893

Na skutek gwałtownego postępu w technice i metalurgii, druga połowa wieku XIX okazała się rewolucyjna tak dla samych okrętów (wprowadzenie napędu parowego i pancerza), jak i dla ich artylerii. Przez kolejne 100 lat rozwój artylerii okrętowej w najpełniejszym stopniu stał się związany z rozwojem najsilniejszych okrętów artyleryjskich – pancerników. Od początku lat 60. XIX wieku wiodące marynarki zaczęły wprowadzać śladem francuskiej działa o lufach gwintowanych, początkowo głównie odprzodowe (jedne z pierwszych użytych bojowo to działa Parrota po stronie Unii i Brooke’a po stronie Konfederacji podczas wojny secesyjnej). Równolegle zaczęły się pojawiać gwintowane działa odtylcowe (od 1860 we Francji i Wielkiej Brytanii, od 1863 w Austro-Węgrzech – systemu Wahrendorffa, używane w bitwie pod Lissą). Doskonalenie dział odtylcowych, oprócz ułatwienia obsługi, wiązało się z polepszeniem celności i przebijalności na skutek lepszego uszczelnienia pocisków w lufie. Z powodu problemów technologicznych stosowano jednak także do końca lat 70. odprzodowe działa gwintowane (zwłaszcza w Wielkiej Brytanii, która w latach 60. doświadczyła problemów z wczesnymi działami odtylcowymi Armstronga). Doraźnie, do czasu ich udoskonalenia, stosowano w marynarce brytyjskiej w latach 60. także nowe działa gładkolufowe 100- i 150-funtowe (68 kg). Zaczęto stosować w tym okresie lufy o warstwowej konstrukcji, znoszące większe ciśnienia, umożliwiające wystrzeliwanie cięższych pocisków na większe odległości, a także wprowadzono stal jako materiał konstrukcyjny. Wprowadzono też żelazne lawety z łożem dzielonym na dolne, obracane, i górne, hamowane podczas odrzutu za pomocą oporników tarciowych, następnie hydraulicznych. Zaczęto wprowadzać również proste celowniki, aczkolwiek nie były one w pełni skuteczne z uwagi na trudność w ocenie odległości do celu, do czasu opracowania dalmierzy pod koniec stulecia. Masa pocisków, a tym samym ich siła niszcząca, wzrastała proporcjonalnie do sześcianu kalibru, toteż zwiększano kaliber stosowanych dział. Wzrost kalibru dział i mocy ładunków miotających powodował jednak znaczny wzrost ich ciężaru – nowe ciężkie działa ważyły wkrótce do kilkunastu ton. Wiązało się to z wprowadzeniem pancerników kazamatowych (centralnobateryjnych), uzbrojonych w zaledwie kilka ciężkich dział w kazamatach, a później obrotowych wieżach.
Nowe ciężkie działa szybko sięgnęły kalibru 305 mm, a następnie kalibru 343 mm i większych. Na włoskich pancernikach typu Duilio z końca lat 70. XIX wieku zastosowano największe odprzodowe działa Armstronga kalibru aż 450 mm, długości lufy 20,4 kalibrów, o masie 101 ton i strzelające pociskami o masie 907 kg na odległość do 6,5 km, raz na kilkanaście minut. Tendencja do nadmiernego zwiększania kalibru dział nie okazała się jednak trwała, gdyż działa wielkich kalibrów miały niewielką szybkostrzelność (jeden strzał na kilka minut), a wkrótce udoskonalane działa mniejszych kalibrów (rzędu 305 mm) zaczęły oferować podobną lub lepszą przebijalność pancerza, przy większej szybkostrzelności. Od lat 70. najcięższe działa montowano obrotowo w wieżach lub na barbetach, chroniących obsługę i mechanizmy obrotowe dział, aczkolwiek nie zapewniających osłony od góry. Przez pewien okres stosowano na niektórych okrętach działa chowane w głąb barbet i podnoszone hydraulicznie do oddania strzału. Działa średniego i małego kalibru natomiast ustawiano w kazamatach lub na obrotowych podstawach na pokładzie. Znaczne ulepszenie dział nastąpiło na skutek wprowadzenia ładunków miotających w łuskach, co przyspieszyło ładowanie, pozwoliło na zredukowanie masy i ulepszenie zamków oraz ułatwiło czyszczenie działa. Działa takie zostały opracowane po raz pierwszy przez brytyjskiego Armstronga. Około lat 70. w związku z zagrożeniem powodowanym przez torpedowce, na dużych okrętach zaczęto stosować działka szybkostrzelne, np. kartaczownice Nordenfelta kalibru 25 mm.

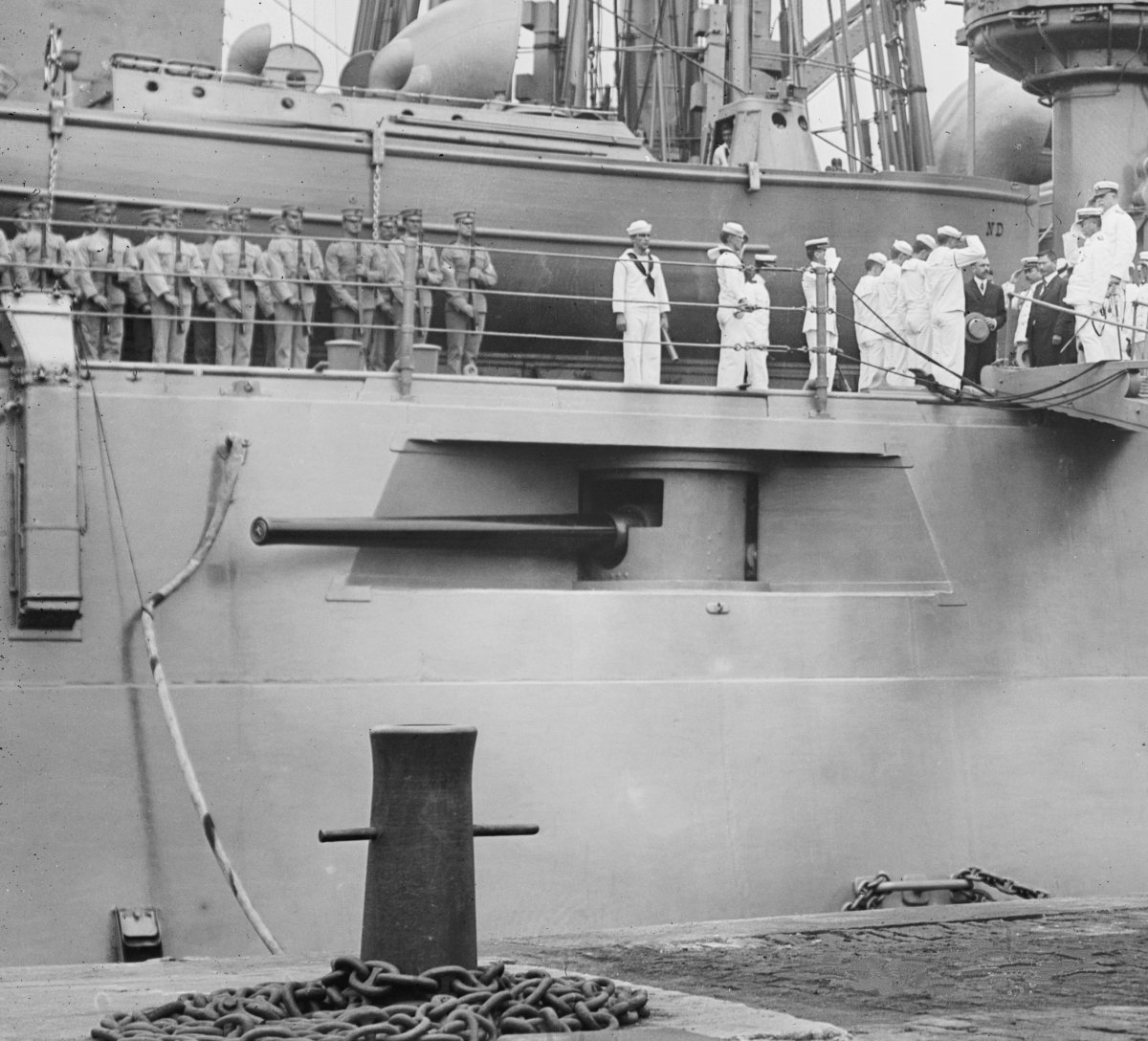
Działo artylerii średniej 127 mm w kazamacie pancernika

W latach 80. pojawiła się pierwsza w miarę dojrzała generacja standardowych pancerników – przeddrednotów. Ukształtował się też podział artylerii ciężkich okrętów na artylerię główną (kilka dział największego kalibru lub dwóch kalibrów) i pomocniczą: średnią i lekką. W latach 90. pojawiły się i rozpowszechniły długolufowe działa, w których używano jako materiału miotającego prochu nitrocelulozowego, pozwalającego na wzrost osiągów w stosunku do prochu czarnego. Najpowszechniej stosowanym kalibrem dział artylerii głównej przeddrednotów stał się wkrótce kaliber 305 mm (12 cali), lecz na skutek doskonalenia dział, ładunków prochowych i zwiększania długości ich luf, miały one znacznie lepsze parametry balistyczne od wcześniejszych armat większych kalibrów. Zwiększanie długości lufy pozwalało na wzrost szybkości początkowej pocisków, a tym samym ich przebijalności. Przy tym, miały one większą szybkostrzelność od starszych dział większych kalibrów, rzędu jednego strzału na 75 sekund, a na przełomie wieków już 1–2 strzałów na minutę. Rzadziej pancerniki przenosiły działa artylerii głównej mniejszych kalibrów, jak 254 mm lub 283 mm (nominalnie 28 cm, typowy na okrętach niemieckich). W zakresie technologii wykonania pojawiły się wówczas w Wielkiej Brytanii i części innych państw lufy z rurą wewnętrzną wzmacnianą dla zwiększenia wytrzymałości drutem stalowym. Działa kalibru 305 mm z lat 90. XIX wieku mogły strzelać na odległość 10–15 km pociskami o masie do 150 kg i przebijać grube płyty pancerne, zapewniając możliwość niszczenia nawet opancerzonych okrętów wroga. Przebijalność ich na odległości 3000 m sięgała 300 mm pancerza. Mimo to, brak odpowiednich przyrządów celowniczych, a także metod korygowania i koordynowania ognia, początkowo uniemożliwiał prowadzenie celnego ognia na odległość większą, niż około 4000 m. Celność zaś w praktyce na graniczne odległości wynosiła kilka procent pocisków. W 1898 roku Francuzi jako pierwsi opracowali procedurę wstrzeliwania się w cel, kiedy to określano w przybliżeniu odległość od celu i oddawano kilka salw, zwiększając stopniowo kąt podniesienia, aż uzyskano obramowanie celu.
Jako kaliber artylerii średniej na pancernikach przyjęto na ogół 120–152 mm. Około 1890 roku pojawiły się działa tego kalibru o dużej szybkostrzelności (oznaczenie angielskie QF – quick firing), umożliwionej przez zastosowanie ładunków miotających w łuskach i nowej konstrukcji zamka. Działa takie mogły wystrzeliwać 7–12 pocisków na minutę. W tym czasie także wprowadzono pociski napełniane nowymi materiałami wybuchowymi o większej sile, jak trotyl lub melinit. Kilku– lub kilkunastokrotne zwiększenie szybkostrzelności dział średniego kalibru wpłynęło na krótkotrwałą zmianę taktyki walki morskiej. Uważano w tym okresie, że intensywny ostrzał z małej odległości pociskami wybuchowymi ze średnich dział może być skuteczniejszy od ostrzału z dużej odległości przez ciężkie działa, nie będąc w stanie wprawdzie zatopić opancerzonego okrętu, lecz obezwładniając go przez niszczenie nadbudówek i nieopancerzonych części burt oraz wywoływanie pożarów. Działa artylerii średniej na pancernikach, przede wszystkim umieszczane w kazamatach burtowych, miały wspomagać w walce artylerię główną, obezwładniając wroga na typowych odległościach walki do kilku kilometrów. Oprócz artylerii pomocniczej na pancernikach, działa takie zostały zaadaptowane jako główna artyleria licznie budowanych krążowników, wypierając wolniej strzelające działa dużych kalibrów. Ich zastosowanie było jedną z przyczyn zwycięstw floty japońskiej w wojnach z Chinami i z Rosją. Na większych krążownikach pancernych wprowadzono działa szybkostrzelne kalibru 203–210 mm, ewentualnie uzupełniane przez działa kalibru 120–152 mm. Wprowadzono też na okrętach szybkostrzelne działa kalibru 57–76 mm i lżejsze (37–47 mm), strzelające amunicją scaloną i służące głównie do odpierania ataków torpedowców. Takie działa stanowiły też zasadnicze uzbrojenie niszczycieli tego okresu.

### Lata 1900–1950

Animacja ukazująca schemat ładowania i strzału działa pancernika. Pociski oraz ładunki miotające dostarczane są z magazynów w głębi kadłuba. Wieża spoczywa na barbecie (zaznaczonej czerwonym przekrojem), elementy zaznaczone na niebiesko obracają się wraz z wieżą.

Od początku XX wieku artyleria nie podlegała już zasadniczym przemianom, jedynie dalej doskonalono odtylcowe działa gwintowane i sposoby ich umieszczania na okrętach. Istotnym osiągnięciem było natomiast pojawienie się na przełomie wieków optycznych przyrządów celowniczych (początkowo celowników teleskopowych) i dalmierzy, a następnie centralnych stanowisk kierowania ogniem, zwiększających znacznie celność na duże odległości. Celowniki teleskopowe wprowadzono najpierw w marynarce brytyjskiej i amerykańskiej w 1899 roku. Przejściowym etapem rozwoju pancerników generacji przeddrednotów na przełomie wieków, określanym też jako semidrednoty, były pancerniki z artylerią główną dwóch kalibrów: do czterech dział kalibru 305 mm i kilka bardziej szybkostrzelnych dział mniejszego kalibru, najczęściej od 203 do 234 mm, a nadto z artylerią średnią dotychczasowych kalibrów (rzędu 120–178 mm). Korygowanie ognia artylerii kilku kalibrów na większe odległości okazało się jednak niemożliwe wskutek trudności w odróżnianiu miejsc upadku pocisków, stąd pojawiły się następnie tendencje do ujednolicenia artylerii. Doprowadziły one do pojawienia się nowej generacji pancerników – drednotów, uzbrojonych w 8–12 dział kalibru 305 mm, nazwanej od brytyjskiego HMS „Dreadnought” z 1906 roku.
Wkrótce przed I wojną światową zaczęto wprowadzać cięższe działa pancerników, kalibrów 343 mm (13,5 cala), 356 mm (14 cali), 381 mm (15 cali), aż do 406 mm (16 cali) w nowo budowanych pod koniec wojny konstrukcjach. Pancerniki z takim uzbrojeniem określano także jako superdrednoty. Umożliwiały one strzelanie na odległość powyżej 20 km. Możliwości nowej artylerii można było w pełni wykorzystać po wprowadzeniu centralnych stanowisk kierowania ogniem połączonych z dalocelownikami (pierwszy raz na pancerniku HMS „Neptune” z 1911 roku). Artyleria średnia kalibru 102–152 mm przestała uzupełniać artylerię główną na rosnących odległościach walki, natomiast przejęła rolę zwalczania okrętów torpedowych (torpedowców i niszczycieli). Nowością było wprowadzenie na okrętach artylerii przeciwlotniczej, związanej z pojawieniem się nowego zagrożenia ze strony lotnictwa. Początkowo były to nieliczne działa średniego kalibru (ok. 76 mm).
W okresie międzywojennym w dalszym ciągu doskonalono działa, amunicję i przyrządy kierowania ogniem. Konstrukcja dział nie uległa zasadniczym zmianom, lecz na skutek zwiększenia kątów podniesienia wzrastała ich donośność. Nowe długolufowe ciężkie działa z końca tego okresu mogły strzelać na odległość 36–40 km pociskami o masie rzędu 800 kg (381 mm) – 1200 kg (406 mm). Najpotężniejsze działa morskie skonstruowali Japończycy – kalibru 460 mm dla pancerników typu Yamato, strzelające pociskami o masie 1460 kg. Największą donośność osiągały włoskie działa 381 mm pancerników typu Vittorio Veneto – ponad 46 km. Prowadzenie ognia na odległości powyżej 30 km nie było jednak praktyczne i nie zanotowano na takich dystansach trafień. Największa potwierdzona odległość bezpośrednich trafień to ok. 24 km (pancernik HMS „Warspite” w bitwie koło przylądka Stilo – ok. 23 774 m oraz trafienie lotniskowca HMS „Glorious” przez niemiecki pancernik „Scharnhorst” – ok. 24 175 m, oba w 1940 roku).

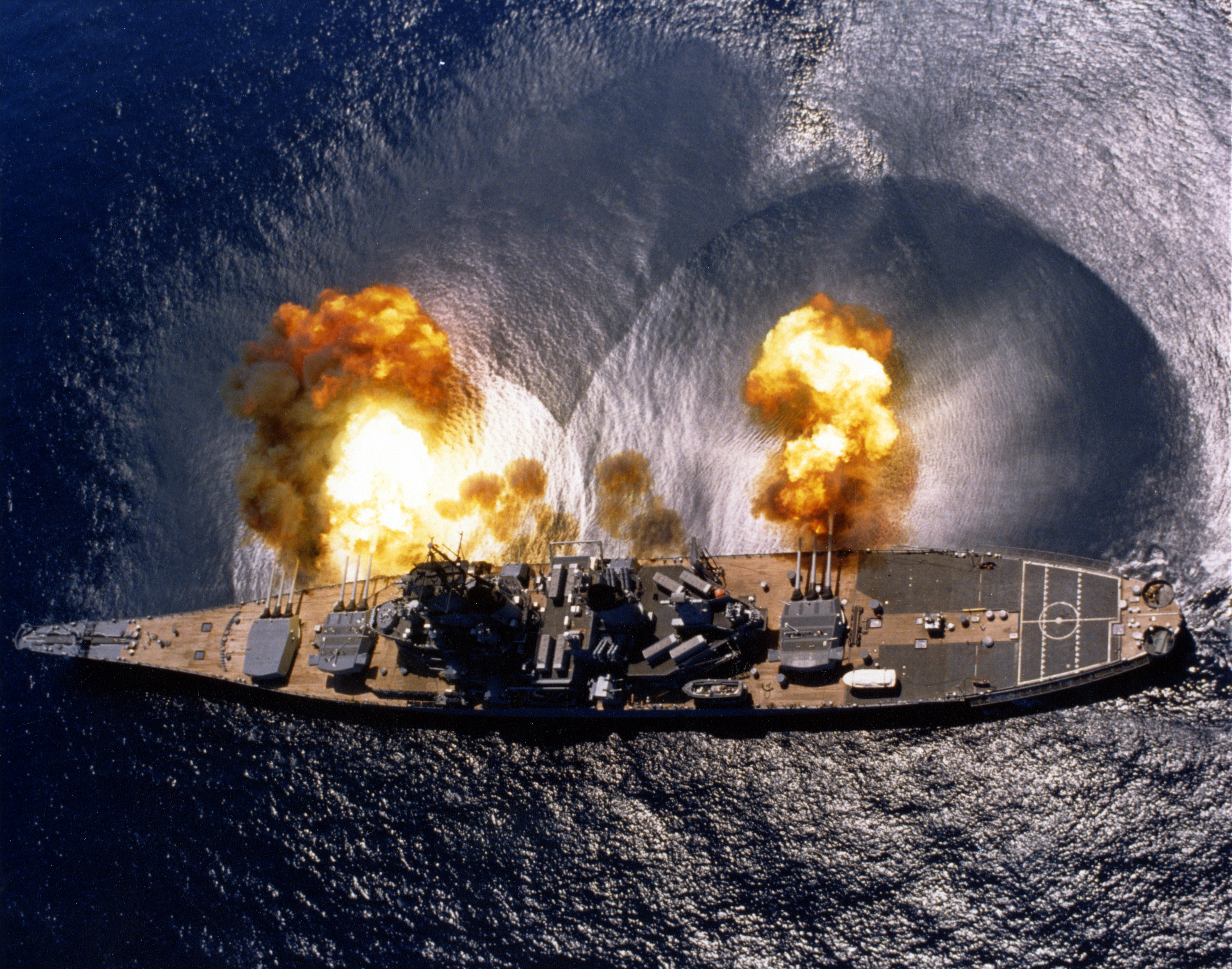
Salwa burtowa dziewięciu dział 406 mm pancernika z okresu II wojny światowej USS „Iowa”

Oprócz artylerii przeciwlotniczej średniego kalibru, w latach 20. XX wieku zaczęto wprowadzać na okręty przeciwlotnicze karabiny maszynowe i szybkostrzelne automatyczne działka przeciwlotnicze kalibru od 20 do 40 mm, jednakże początkowo w niewielkiej liczbie. Na części większych okrętów stosowano działa uniwersalne, kalibru od 100 do 133 mm, łączące role artylerii średniej i przeciwlotniczej. Pojawiły się także przeliczniki artyleryjskie, pozwalające na precyzyjniejsze wypracowanie danych do strzelania.
Podczas II wojny światowej używano w większości dział skonstruowanych w okresie międzywojennym, częściowo jeszcze dział z okresu I wojny światowej, lecz zmodernizowanych, przede wszystkim w zakresie zwiększenia donośności przez zwiększanie kątów podniesienia i opracowanie nowej amunicji. Skuteczność artylerii, zwłaszcza w złych warunkach atmosferycznych, wzrosła jednak skokowo na skutek wprowadzenia w państwach alianckich w toku wojny radarów artyleryjskich, pozwalających na precyzyjne ustalanie położenia celu (prace nad radarami artyleryjskimi w państwach osi były mniej udane).
Zestawienie dział pancerników okresu II wojny światowej (dane orientacyjne, zasadnicze źródło:).
| Działo                      | 283 mm SKC/34 | 356 mm Type 41 | 356 mm Mark 11 | 356 mm Mark VII | 380 mm SKC/34 | 381 mm Mark I | 381 mm Model 1934 | 406 mm Mark II | 406 mm Mark 7 | 460 mm Type 94 |
| państwo                     | Niemcy        | Japonia        | USA            | Wielka Bryt.    | Niemcy        | Wielka Bryt.  | Włochy            | Wielka Bryt.   | USA           | Japonia        |
| długość lufy (w kalibrach)  | L/54          | L/45           | L/50           | L/45            | L/52          | L/42          | L/50              | L/45           | L/50          | L/45           |
| masa pocisku ppanc          | 330 kg        | 673 kg         | 680 kg         | 721 kg          | 800 kg        | 879 kg        | 885 kg            | 1077 kg        | 1225 kg       | 1460 kg        |
| zasięg maksymalny           | 41 900 m      | 35 450 m       | 33 650 m       | 33 924 m        | 36 200 m      | 29 720 m      | 44 889 m          | 34 766 m       | 38 720 m      | 41 400 m       |
| przebijalność (teoretyczna) | 604 mm        | ?              | 712 mm         | 668 mm          | 742 mm        | 687 mm        | 814 mm            | 737 mm         | 829 mm        | 864 mm         |

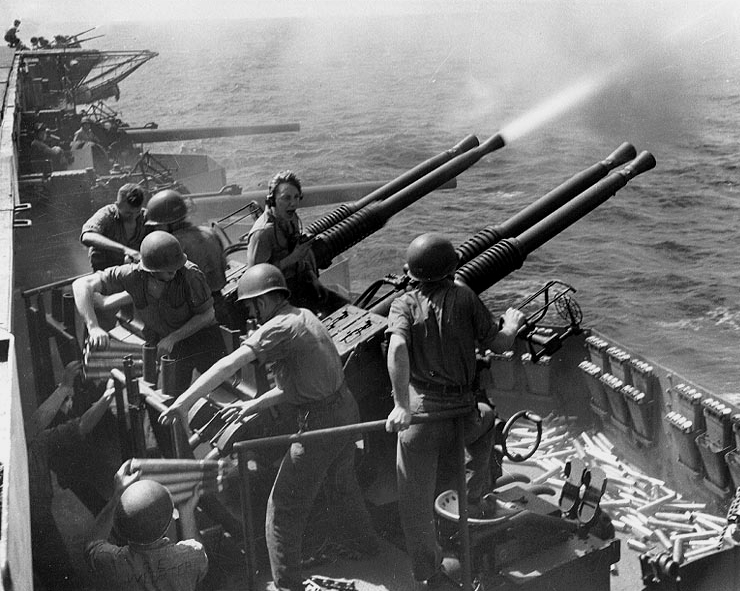
Amerykańskie poczwórnie sprzężone działka przeciwlotnicze Bofors 40 mm Mk1/Mk2 w akcji

W toku wojny, w związku z dużym zagrożeniem dla okrętów ze strony lotnictwa, na okrętach nastąpił wielki rozwój ilościowy artylerii przeciwlotniczej, zwłaszcza małokalibrowej. Rezygnowano z mniej skutecznych karabinów maszynowych, następnie także działek 20 mm na rzecz kalibrów 37–40 mm. Za najlepsze działko przeciwlotnicze tego okresu uważa się powszechnie automatyczne działko 40 mm Boforsa, zwłaszcza na stabilizowanej podstawie Hazemeyer. Z drugiej strony, walki z japońskimi kamikaze pod koniec wojny wykazały, że działa tego kalibru przestają już wystarczać do zwalczania szybkich samolotów i konieczne stało się opracowanie szybkostrzelnych dział automatycznych średniego kalibru, rzędu 76 mm.
Drugą istotną nowością oprócz radarów artyleryjskich było wprowadzenie pod koniec wojny przez USA pocisków przeciwlotniczych do dział uniwersalnych 127 mm z zapalnikiem zbliżeniowym, które znacząco zwiększyły możliwości zwalczania samolotów na większych dystansach.
Na części małych okrętów w tym okresie zastosowano wyrzutnie niekierowanych pocisków rakietowych, przeznaczone jednak wyłącznie do ostrzeliwania celów nabrzeżnych podczas operacji desantowych.

### Czasy współczesne
Po II wojnie światowej, klasyczna rola artylerii okrętowej w postaci walki z okrętami, uległa znacznemu ograniczeniu, w związku z objęciem dominującej pozycji na polu walki przez lotnictwo. Artyleria okrętów stała się na ogół uniwersalna, przeznaczona do walki z lotnictwem, a dopiero w drugim rzędzie z okrętami. Zaprzestano budowy ciężkich dział o kalibrach ponad 152 mm, w związku z zaprzestaniem budowy pancerników, a wkrótce zaprzestano też rozwoju dział kalibru 152 mm w związku ze zmierzchem klasycznych krążowników. Doskonalono natomiast działa uniwersalne kalibrów od 57 do 130 mm, stanowiące uzbrojenie niszczycieli i fregat. Na niewielką skalę stosowano nadal małokalibrowe armaty przeciwlotnicze. Wraz z rozwojem elektroniki, doskonaleniu ulegały radarowe systemy kierowania ogniem.

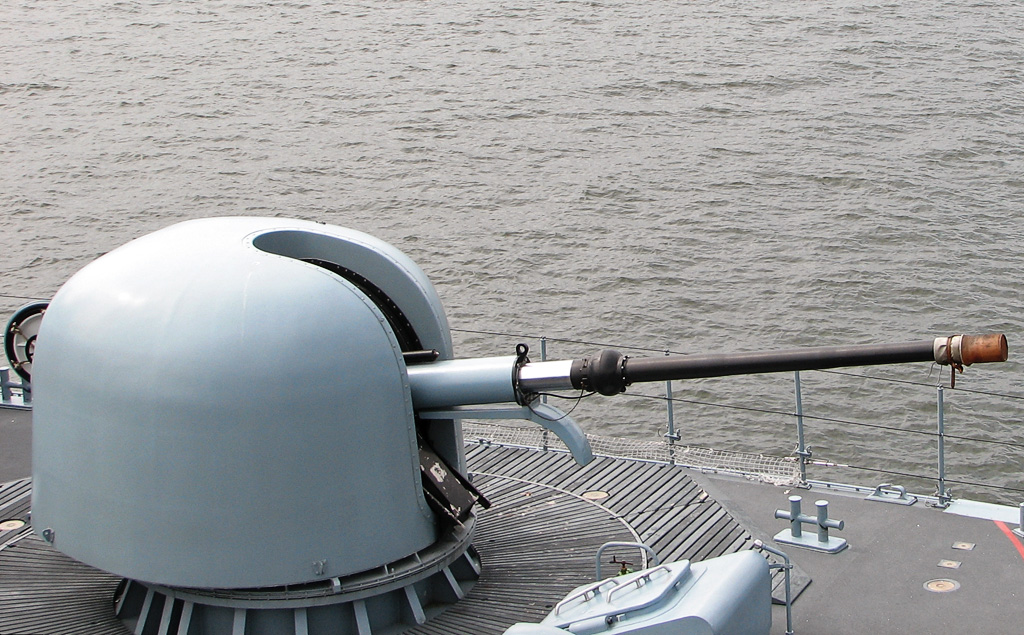
Armata 76 mm Oto Melara

Dalsze ograniczenie roli artylerii przyniósł rozwój od końca lat 50. przeciwlotniczych i przeciwokrętowych pocisków kierowanych. Będąc znacznie skuteczniejsze w swoich rolach, zastąpiły większość dział na pokładach okrętów, a artyleria przestała być rozstrzygającym czynnikiem w walce morskiej. Próbowano w tym okresie nawet całkowicie wyeliminować artylerię z pokładów okrętów (np. USS „Long Beach”). Projekty takie okazały się niepraktyczne, lecz okręty głównych klas (krążowniki, niszczyciele i fregaty rakietowe) miały od tego okresu tylko jedno lub dwa, rzadziej 4 działa uniwersalne kalibru od 76 do 127 mm. Ograniczeniu uległa różnorodność typów dział na skutek daleko posuniętej standaryzacji w ramach bloków państw wschodniego i zachodniego, a najbardziej popularnymi kalibrami dział na świecie stały się: 76 mm (systemy włoski i radziecki), 100 mm (francuski), 114 mm (brytyjski), 127 mm (amerykański) i 130 mm (radziecki). Działa stały się szybkostrzelne, zapewniające dużą skuteczność przeciw celom powietrznym, także dzięki wprowadzeniu skomputeryzowanych systemów kierowania ogniem, wykorzystujących wskazania radarów artyleryjskich, a w późniejszych latach także układów optronicznych. Ich obsługa stała się zautomatyzowana, część dział zaczęła być montowana w bezzałogowych zdalnie sterowanych wieżach. Najbardziej rozpowszechnionym na świecie działem średniego kalibru stała się włoska armata automatyczna 76 mm OTO Melara, stosowana na okrętach od niewielkich kutrów rakietowych do fregat, marynarek 53 państw (stan na 2010 rok).
W celu przeciwstawienia się przeciwokrętowym pociskom kierowanym, wprowadzono zestawy artyleryjskie obrony bezpośredniej (CIWS), składające się z działka przeciwlotniczego kalibru 20–30 mm o bardzo dużej szybkostrzelności (najczęściej kilkulufowego systemu Gatlinga) sprzężonego automatycznie z własnym radarem i systemem kierowania ogniem, o wysokiej celności i krótkim czasie reakcji na zagrożenia (najbardziej znane to amerykański Phalanx CIWS, radziecki AK-630 i holenderski Goalkeeper). Wprowadza się też w najnowszych czasach amunicję programowalną do dział większego kalibru, wybuchającą na zadanej odległości, a nawet korygowaną w locie.
Typowe kalibry dział używane w różnych okresach od końca XIX wieku do II wojny światowej (pominięto niektóre mniej typowe kalibry dla danej floty, kursywą podano oryginalne oznaczenia kalibrów):
|                                         | Niszczyciele, krążowniki i artyleria plot. | Niszczyciele, krążowniki i artyleria plot. | Niszczyciele, krążowniki i artyleria plot. | Niszczyciele, krążowniki i artyleria plot. | Niszczyciele, krążowniki i artyleria plot. |                | Krążowniki i okręty liniowe | Krążowniki i okręty liniowe | Krążowniki i okręty liniowe | Krążowniki i okręty liniowe |                | Okręty liniowe | Okręty liniowe | Okręty liniowe | Okręty liniowe | Okręty liniowe | Okręty liniowe |
| Wielka Brytania                         | 3in 76,2 mm                                | 4in 102 mm                                 | 4.5in 114 mm                               | 4.7in 120 mm                               | 5.25in 133 mm                              | 6in 152 mm     | 7.5in 190 mm                | 8in 203 mm                  | 9.2 in 234 mm               | 10in 254 mm                 | 12in 305 mm    | 13.5in 343 mm  | 14in 356 mm    | 15in 381 mm    | 16in 406 mm    |                |                |
| USA                                     | 3in 76,2 mm                                | 4in 102 mm                                 | –                                          | 5in 127 mm                                 | –                                          | 6in 152 mm     | –                           | 8in 203 mm                  | –                           | 10in 254 mm                 | 12in 305 mm    | 13in 330 mm    | 14in 356 mm    | –              | 16in 406 mm    |                |                |
| Niemcy (kaliber nominalny / faktyczny)  | 8,8 cm 88 mm                               | 10,5 cm 105 mm                             | –                                          | 12,7 cm 128 mm                             | –                                          | 15 cm 149,1 mm | –                           | 20,3 cm 203 mm              | 21 cm 209,3 mm              | 28 cm 283 mm                | 30,5 cm 305 mm | –              | –              | 38 cm 380 mm   | –              |                |                |
| Francja                                 | 65 mm, 75 mm                               | 90 mm, 100 mm                              | –                                          | 130 mm                                     | 138,6 mm                                   | 155 mm, 152 mm | 194 mm                      | 203 mm                      | –                           | 274 mm                      | 305 mm         | 330 mm         | 340 mm         | 380 mm         | –              |                |                |
| Japonia (kaliber nominalny / faktyczny) | 8 cm 76,2 mm                               | 10 cm 100 mm                               | 12 cm 120 mm                               | 12,7 cm 127 mm                             | 14 cm 140 mm                               | 15 cm 152 mm   | 15,5 cm 155 mm              | 20 cm 203 mm                | –                           | 25 cm 254 mm                | 30 cm 305 mm   | –              | 36 cm 356 mm   | –              | 40 cm 410 mm   |                |                |
| Rosja / ZSRR                            | 75 mm, 76,2 mm                             | 100 mm                                     | 120 mm                                     | 130 mm                                     | –                                          | 152 mm         | 180 mm                      | 203 mm                      | –                           | 254 mm                      | 305 mm         | –              | –              | –              | –              |                |                |
| Włochy                                  | 76,2 mm                                    | 100 mm, 102 mm                             | 120 mm                                     | –                                          | 135 mm                                     | 152 mm         | –                           | 203 mm                      | –                           | 254 mm                      | 305 mm         | 320 mm         | –              | 381 mm         | –              |                |                |